# Jean Peytel
Jean Peytel (ur. 24 stycznia 1909 w Paryżu, zm. 16 sierpnia 2002 tamże) – francuski żeglarz, czterokrotny olimpijczyk.
W latach sześćdziesiątych był inicjatorem wskrzeszenia One Ton Cup.

## Występy na igrzyskach olimpijskich[4]
- Los Angeles 1932 – Star – 5. miejsce – Tramontane (Jean-Jacques Herbulot)
- Berlin 1936 – 6 metrów – 10. miejsce – Qu'Importe (Claude Desouches, Gérard de Piolenc, Jacques Rambaud, Yves Baudrier)
- Londyn 1948 – Star – 11. miejsce – Aloha II (Yves Lorion)
- Rzym 1960 – Dragon – 14. miejsce – Astrid III (Philippe Reinhart, François Thierry-Mieg)